# 豚屋火事
豚屋火事（ぶたやかじ）は1866年11月26日に横浜の関内で発生した火災。豚肉料理屋から出火したためこう呼ばれ、横浜開港から7年目の関内を焼尽した。別名関内大火、横浜の大火。

## 概要
旧暦の慶応2年10月20日午前9時頃、港崎遊廓の西（現・神奈川県横浜市中区旧末広町、現在の尾上町一丁目付近）にあった豚肉料理屋鉄五郎宅から出火。港崎遊廓へ燃え広がり、遊女400人以上が焼死、更に外国人居留地や日本人町も焼き尽くし、午後10時頃鎮火した。
アーネスト・サトウ『一外交官の見た明治維新』によれば、外国人居留地の1/4、日本人町の1/3が灰燼に帰したとしている。
幕府と外国公使団との間で居留地再建計画が立てられ、「横浜居留地改造及び競馬場墓地等約書」を締結、翌年これに基づき現在の山手地区が新たに外国人居留地に編入した。
火事の2年前には居留民と幕府との間で交わされた『横浜居留地覚書』に「大火があった場合は再建しない」との条項があり、それに基づき遊廓は1872（明治5）年に高島町へ移転となった。遊廓跡地は10年後の1876年に避難場所も兼ねた洋式公園（現・横浜公園）となり、横浜居留地は日本家屋の町並みも西洋風へと改められていった。